# Schreiber László
Schreiber László (Zsolna, 1828. január 10. – Győr, 1862. október 23.) teológiai doktor, apát-kanonok.

## Élete
Középiskoláit Egerben és a pozsonyi Emericanumban, a bölcseletieket pedig Nagyszombatban végezte; teológiai képzettségét a pesti központi papnevelőben és a bécsi Augustinaeumban nyerte. 1851. január 19-én fölszenteltetett és Scitovszky prímás-érsek udvarába került mint iktató. Később levéltárnok és szertartó lett, 1854 második felében Simor János akkori győri püspök mint titkárt vette magához, 1857-ben főszentszéki jegyző lett. 1858-ban győri székesegyházi és püspöki oldalkanonok volt. Később szekszárdi címzetes apát lett.
Cikkei a pesti növendékpapság Munkálataiban (1847. Történeti visszapillantás a Remete sz. Pál szerzetére, 1848. Töredékgondolatok a semináriumok történetéből); a Religió és Nevelésben (1847. II. A lélek halhatatlansága s a pokolbeli büntetések örökkévalóságáról, 1848. II. Katholikus irányú politikai hírlap, 1849. I. A bőjt kérdése); a Danielik Emlékkönyvében (Pest, 1852. II. könyvism.).

## Munkái
- A kereszténység eredményei. Francziából ford. Pest, 1850 (Kiadja a jó s olcsó könyvkiadó-társulat) Online
- Theses ex universa Theologia, quas in Caes. Regia... Universitate Vindobonensi pro optinendo Doctoris in SS. Theologia gradu academico publico defendendas suscepit... Die 6. Nov. 1851. Vindobonae.